# Aldo Campatelli
Aldo Campatelli (pronunciación en italiano: /ˈaldo kampaˈtɛlli/; Milán, Italia, 7 de abril de 1919-3 de junio de 1984) fue un jugador y entrenador de fútbol italiano. En su etapa como jugador profesional se desempeñaba como centrocampista. 
Fue capitán y figura del Inter de Milán, club donde desarrolló la mayor parte de su carrera.

## Selección nacional
Fue internacional con la selección de fútbol de Italia en 7 ocasiones. Hizo su debut el 11 de junio de 1939 en un amistoso contra Rumania en Bucarest, que terminó en victoria de los transalpinos por 1-0. Su último partido con la selección italiana fue en la derrota ante Suecia por 3-2 el 25 de junio de 1950, en el marco de la fase de grupos de la Copa del Mundo de aquel año.

### Participaciones en Copas del Mundo
| Mundial                        | Sede   | Resultado      | Partidos | Goles |
| ------------------------------ | ------ | -------------- | -------- | ----- |
| Copa Mundial de Fútbol de 1950 | Brasil | Fase de grupos | 1        | 0     |

## Clubes

### Como jugador
| Club    | País   | Año       |
| ------- | ------ | --------- |
| Inter   | Italia | 1936-1950 |
| Bologna | Italia | 1950-1953 |

### Como entrenador
| Club            | País   | Año       |
| --------------- | ------ | --------- |
| Vicenza         | Italia | 1954-1955 |
| Inter           | Italia | 1955      |
| Bologna         | Italia | 1956-1957 |
| Modena          | Italia | 1957-1958 |
| Inter (adjunto) | Italia | 1958-1959 |
| Inter           | Italia | 1959-1960 |
| Rapallo Ruentes | Italia | 1962-1965 |
| Vicenza         | Italia | 1965-1666 |
| Rapallo Ruentes | Italia | 1967      |
| Genoa           | Italia | 1967-1968 |
| Genoa           | Italia | 1968-1969 |

## Palmarés

### Como jugador

#### Campeonatos nacionales
| Título      | Club             | País   | Año  |
| ----------- | ---------------- | ------ | ---- |
| Serie A     | Ambrosiana-Inter | Italia | 1938 |
| Copa Italia | Ambrosiana-Inter | Italia | 1939 |
| Serie A     | Ambrosiana-Inter | Italia | 1940 |

### Como entrenador

#### Campeonatos nacionales
| Título  | Club    | País   | Año  |
| ------- | ------- | ------ | ---- |
| Serie B | Vicenza | Italia | 1955 |